# Raimundo de Madrazo y Garreta
Raimundo Madrazo y Garreta (Roma, 1841 — Versalhes, 1920) foi um importante pintor realista espanhol do século XIX, filho do famoso retratista Federico de Madrazo y Kuntz e neto do notável pintor José de Madrazo y Agudo. Hoje, algumas das suas obras encontram-se expostas nos melhores museus da Europa, como o Museu do Prado.
Nascido em Roma, Raimundo de Madrazo y Garreta foi discípulo do seu pai, Federico de Madrazo y Kuntz, e do seu avô, José de Madrazo y Agudo, estudando quando mais velho na Real Academia de Belas-Artes de São Fernando, onde teve mestres como Carlos Luís de Ribera e Carlos de Haes.
Em 1860 mudou-se para Paris, onde foi aluno do pintor Leon Coignet e participou pela primeira vez na Exposição Univesal, mesmo não tendo que expôr as suas obras em Madrid, onde decorria a exposição, pois gozava de um enorme prestígio impulsionado pelo seu apelido e pela sua excelente técnica de pintura.
Raimundo era e é considerado um dos mais consumados retratistas da sua geração e um digno sucessor do seu pai Federico. O seu realismo minocioso e elegante constituiu o enclave do seu êxito entre a clientela burguesa do seu tempo.
Sempre com um completo domínio da técnica e uma delicadeza cromática de grande refinamento, a sua obra gozou de um grande reconhecimento em França, onde obteve a primeira medalha e a nomeação de oficial da Legião de Honor pela sua participação na Exposição Universal de Paris em 1889.
Entre as suas mais conhecidas obras encontram-se Retrato de Ramón de Errazu (de quem foi grande amigo), exposta no Museu do Prado, Retrato da Srª. James Leigh Coleman e A Carta de Amor.